# سلسفي دائم الأوراق
السلسفي دائم الأوراق أو الدَبَح دائم الأوراق (باللاتينية: Scorzonera isophylla) نوع نباتي ينتمي إلى جنس السلسفي من الفصيلة النجمية.

## البيئة والانتشار
موطنه بلاد الشام.